# Kunila
Koordinaten: 58° 37′ N, 23° 50′ O
Kunila (deutsch Kunilep) ist ein Dorf (estnisch küla) in der Landgemeinde Lääneranna im Kreis Pärnu (bis 2017: Landgemeinde Lihula im Kreis Lääne).

## Beschreibung
Der Ort hat sechs Einwohner (Stand 31. Dezember 2011).
Er liegt etwa sieben Kilometer südlich der Stadt Lihula (Leal) in einem ausgedehnten Waldgebiet. Es gehört zum Landschaftsschutzgebiet Tuhu (Tuhu maastikukaitseala).